# Shepard Cary

Shepard Cary

Shepard Cary (* 3. Juli 1805 in New Salem, Franklin County, Massachusetts; † 9. August 1866 in Houlton, Maine) war ein US-amerikanischer Politiker. Zwischen 1844 und 1845 vertrat er den Bundesstaat Maine im US-Repräsentantenhaus.

## Werdegang
Shepard Cary besuchte die öffentlichen Schulen seiner Heimat. Im Jahr 1822 zog er mit seinen Eltern nach Houlton in Maine. In seiner neuen Heimat stieg er in das Holzgeschäft ein. Außerdem war er im Handel und in der Landwirtschaft tätig. Politisch wurde Cary Mitglied der Demokratischen Partei. Zwischen 1832 und 1849 saß er mehrfach als Abgeordneter im Repräsentantenhaus von Maine. Im Jahr 1843 war er auch Mitglied des Staatssenats.
1842 wurde Cary im siebten Wahlbezirk von Maine in das US-Repräsentantenhaus in Washington, D.C. gewählt, wo er am 10. Mai 1844 sein neues Mandat antrat. Die Legislaturperiode begann eigentlich am 4. März 1843; der Grund für die Verzögerung seines Amtsantrittes ist nicht überliefert. Bis zum 3. März 1845 beendete er die laufende Legislaturperiode des Kongresses. Während dieser Zeit wurde heftig über die Frage eines Anschlusses der seit 1836 von Mexiko unabhängigen Republik Texas diskutiert. Diese Frage führte dann zum Mexikanisch-Amerikanischen Krieg.
Zwischen 1850 und 1853 gehörte er noch einmal dem Staatssenat an. 1862 war er auch noch einmal Abgeordneter im Repräsentantenhaus von Maine. Im Jahr 1854 bewarb sich Shepard Cary erfolglos für die kurzlebige Liberty Party um das Amt des Gouverneurs von Maine. Mit 3,84 Prozent der Stimmen belegte er den vierten Platz; Wahlgewinner war Anson Morrill. Cary starb am 9. August 1866 in Houlton und wurde dort auch beigesetzt.